# Better Days Comin’
Better Days Comin’ ist das 2014 veröffentlichte sechste Studioalbum der US-amerikanischen Hard-Rock-Band Winger. Es ist dem 2013 verstorbenen Toningenieur Mike Shipley gewidmet, der das 1993 erschienene Winger-Album Pull produziert hatte.

## Hintergrund
Nach ihrem Comeback im Jahr 2006 hatte Winger mit dem Album IV positive Resonanzen erfahren und den neu erworbenen Status mit dem 2009 veröffentlichten Album Karma noch ausgebaut. Karma wurde von der Redaktion des Magazins Rocks in die Liste der Alben des Jahres 2009 aufgenommen und fand weltweit Anerkennung.
Aufgrund der verschiedenen anderen Verpflichtungen, denen die Mitglieder von Winger inzwischen nachgehen (Reb Beach ist Gitarrist bei Whitesnake, John Roth spielt bei Starship, und Rod Morgenstein unterrichtet am Berklee College of Music), vergingen zwischen der Produktion von Karma und Better Days Comic’ fünf Jahre. Unter der Leitung von Sänger, Bassist und Produzent Kip Winger nahm die Band das Album in den Rising Sun Studios in Nashville auf. Neben den Bandmitgliedern waren auch Gastmusiker an den Aufnahmen beteiligt: Cenk Eroglu steuerte Keyboards und Soundeffekte bei, Paula Winger sang auf So Long China, Marco Giovino spielte Perkussionsinstrumente auf Better Days Comin’, und das Gebell von Kip Wingers Hund findet sich auf dem Titelsong, sodass auch er Erwähnung in den Credits fand.
In Europa wurde das zehn Titel enthaltende Album am 18. April 2014 veröffentlicht, außerdem erschien eine Deluxe Edition mit Bonustrack. Die beigelegte DVD enthält Musikvideos zu Rat Race und dem Titellied sowie den 32 Minuten langen Film The Making of Better Days Comin’.
Während und aus Anlass der COVID-19-Pandemie veröffentlichte die Gruppe im April 2020 ein neu aufgenommenes Musikvideo des Titelliedes, an dessen Aufnahme und Erstellung Fans der Band und zahlreiche Künstler teilgenommen hatten. Unter anderem beteiligten sich Klaus Meine (Scorpions), Jeff Scott Soto, Alice Cooper, Richie Kotzen, Alan Parsons, Danny Vaughn (Tyketto), und Michael Starr (Steel Panther) an dem Video.

## Titelliste
Alle Angaben beziehen sich auf die in Europa veröffentlichte Deluxe-Edition
| Nr.          | Titel                                       | Autor(en)                          | Länge |
| ------------ | ------------------------------------------- | ---------------------------------- | ----- |
| 1.           | Midnight Driver of a Love Machine           | Kip Winger / Reb Beach / Purnell   | 4:14  |
| 2.           | Queen Babylon                               | Winger / Beach / Purnell           | 4:31  |
| 3.           | Rat Race                                    | Winger / Beach / Purnell           | 3:36  |
| 4.           | Better Days Comin’                          | Winger / Beach                     | 3:31  |
| 5.           | Tin Soldier                                 | Winger / Beach / Purnell           | 3:49  |
| 6.           | Ever Wonder                                 | Winger                             | 6:52  |
| 7.           | So Long China                               | Winger / Beach / John Roth / Lewis | 4:17  |
| 8.           | Storm in Me                                 | Winger / Beach / Roth              | 4:42  |
| 9.           | Be Who You Are Now                          | Winger / Roth / Mark Hudson        | 5:11  |
| 10.          | Another Beautiful Day (Bonustrack (Europa)) | Winger / Beach / Goodwin           | 3:15  |
| 11.          | Out of This World                           | Winger / Beach / Winger            | 6:37  |
| Gesamtlänge: | Gesamtlänge:                                | Gesamtlänge:                       | 52:31 |

## Rezeption
Better Days Comin’ debütierte im Mai 2014 in den Billboard-200-Album-Charts auf Platz 85. Es war der erste Charteinstieg seit dem 1993 veröffentlichten Album Pull, das Platz 83 erreicht hatte.
Das deutsche Magazin Rocks schrieb unter der Überschrift Anspruch ohne Herzschmerz, die Band sei auf dem Album nach wenigen Sekunden dabei, „die eingängigen Melodien ihrer ersten Alben mit den anspruchsvolleren Rhythmen und Songaufbauten der späteren Werke zu vereinen.“ Rat Race sei ein „furioser Uptempo-Song mit exzellentem Refrain,“ mit Queen Babylon schickten Winger einen „packenden Groover ins Rennen, der schon 1993 auf Pull gut aufgehoben“ gewesen wäre, nur eine „echte Herzschmerz-Ballade“ suche man auf Better Days Comin’ vergebens. Die Band zeige heute „nur zu gerne,“ was sie drauf habe, „ohne jedoch dem Reiz der Selbstdarstellung zu verfallen.“ Ein „Paradebeispiel“ dafür sei der Titelsong, dessen „positive Grundstimmung“ ebenso zu den heutigen Winger passe, wie ein „melancholisch-abgedrehtes“ Lied der Marke Tin Soldier. Wer von den Amerikanern nur ein neues Can’t Get Enuff oder Miles Away hören möchte, möge enttäuscht sein. Wer aber den Weg genieße, den Winger mit Pull und Karma eingeschlagen hätten, werde an Better Days Comin’ „viel Freude“ haben.
Better Days Comin’ wurde in die Liste der Alben des Jahres 2014 des Magazins aufgenommen.